# 토요타 레지어스

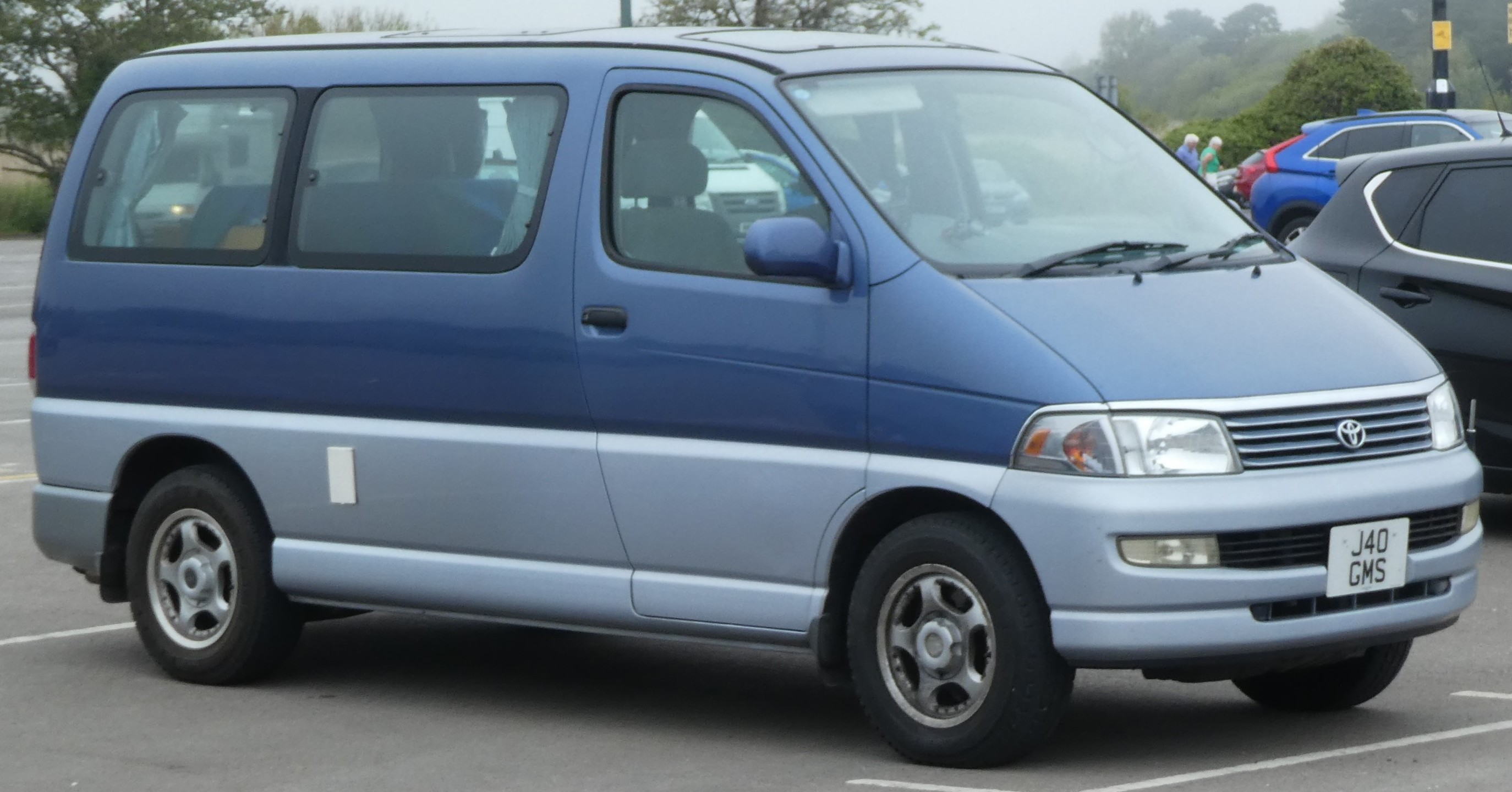
토요타 하이에이스 레지어스 정측면

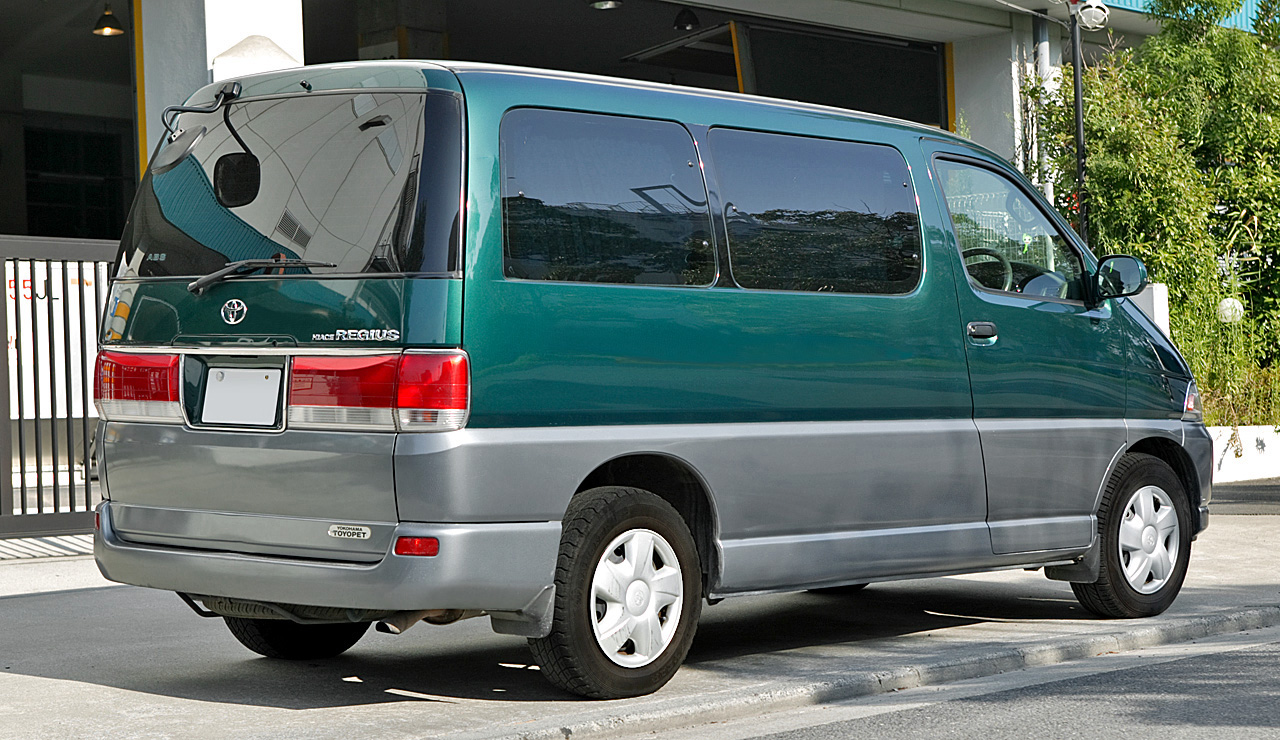
토요타 하이에이스 레지어스 후측면

토요타 레지어스(Toyota Regius)는 토요타 자동차의 승합차로, 비스타 딜러(이후 넷츠 딜러에 통합)에서 판매되었다. 그란비아의 전폭을 일본의 도로 사정을 감안하여 1,700mm 미만으로 줄인 차종으로, 1997년 4월에 하이에이스 레지어스라는 차명으로 출시되었다. 1열 시트 이외의 모든 시트를 탈착(옵션)할 수 있어 상용차 수준의 적재 공간을 만들 수 있는 등 다양한 시트 배열이 마련되었다. 1998년 5월에는 듀얼 슬라이드 도어가 새롭게 적용되어 편의성을 높였으며, 풀 오토 에어컨과 리어 스포일러 등이 기본 적용되었다. 1999년 8월에 그란비아와 함께 페이스 리프트를 거쳤다. 당시 최고급 승합차 중에서 높은 판매를 보였던 닛산 엘그란드를 의식하여 라디에이터 그릴과 헤드 램프가 대형화되는 변화가 가졌다. 페이스 리프트와 함께 차명이 하이에이스 레지어스에서 레지어스로 변경되었고, 형제 차종으로 선보인 투어링 하이에이스가 토요펫트 딜러에서 판매되었다. 2002년 5월에 알파드 V가 출시되어 단종되었다.

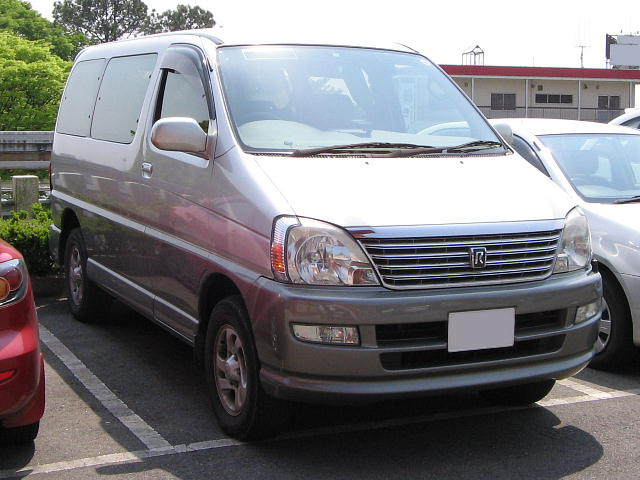
토요타 레지어스 정측면
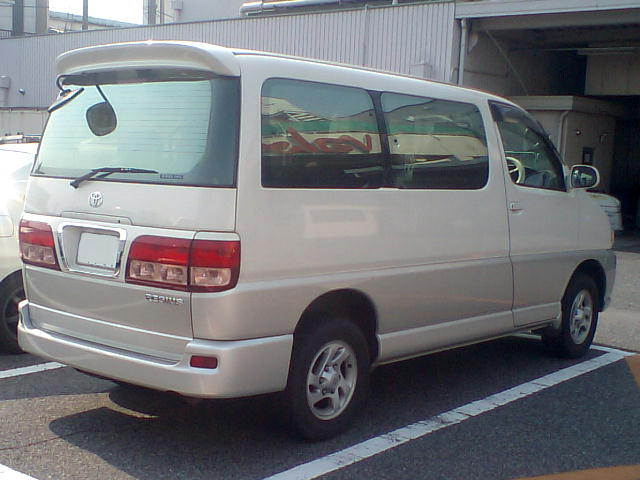
토요타 레지어스 후측면

## 같이 보기
- 토요타 투어링 하이에이스
- 토요타 그랜드 하이에이스
- 토요타 그란비아